# Queer Zine Archive Project
O Queer Zine Archive Project (QZAP) é um arquivo comunitário baseado em Milwaukee dedicado à preservação de zines queer e da cultura queer zines. Parte da missão do arquivo é tornar a coleção acessível através da digitalização desses zines e torná-los acessíveis ao público em formato online. O arquivo recebeu doações de zines de todo o mundo. O QZAP foi apontado pela professora Joyce Latham da Universidade de Milwaukie como uma poderosa "resposta da comunidade queer à história e prática de marginalização e desrespeito".
A QZAP foi fundada em novembro de 2003 por Milo Miller e Chris Wilde. Desde então, mantém uma coleção física em Milwaukee e um arquivo online gratuito de zines digitalizados.

## Declaração de missão
A missão do Queer Zine Archive Project (QZAP) é estabelecer um arquivo de "história viva" de zines queer passados e presentes e encorajar os editores de zines atuais e emergentes a continuarem a criar. Ao fazer a curadoria de um aspecto tão único da cultura, valorizamos uma abordagem coletivista que respeita a diversidade de experiências que se enquadram no título “queer”. A principal função do QZAP é fornecer um banco de dados pesquisável on-line gratuito da coleção com links que permitem aos usuários visualizar ou baixar cópias eletrônicas de zines. Ao fornecer acesso ao cânone histórico dos zines queer, esperamos torná-los mais acessíveis a diversas comunidades e alcançar públicos mais amplos.— QZAP, "About the Archive"

## Coleções
O QZAP começou quando seus fundadores digitalizaram sua coleção pessoal de cerca de 350 zines queer-punk e os colocaram em um banco de dados online. Através de doações, a coleção cresceu (em julho de 2018) para mais de 2.500 zines, quase 600 dos quais foram digitalizados e estão disponíveis gratuitamente online. A coleção física está armazenada em arquivos na casa dos fundadores em Milwaukee.
Itens digitalizados da coleção QZAP também fazem parte da coleção Zines do Digital Transgender Archive. Miller e Wilde explicaram que digitalizam zines para diversificar ainda mais as histórias queer, afirmando que querem tornar mais públicas "as histórias não estão sendo contadas de outras maneiras".